# NGC 3275
NGC 3275 est une vaste galaxie spirale barrée située dans la constellation de la Machine pneumatique. NGC 3275 a été découverte par l'astronome britannique John Herschel en 1835.

## Caractéristiques
Sa vitesse par rapport au fond diffus cosmologique est de 3 528 ± 46 km/s, ce qui correspond à une distance de Hubble de 52,0 ± 3,7 Mpc (∼170 millions d'al).
À ce jour, deux mesures non basées sur le décalage vers le rouge (redshift) donnent une distance de 37,700 ± 6,647 Mpc (∼123 millions d'al), ce qui est à l'extérieur des valeurs de la distance de Hubble. Notons que c'est avec la valeur moyenne des mesures indépendantes, lorsqu'elles existent, que la base de données NASA/IPAC calcule le diamètre d'une galaxie et qu'en conséquence le diamètre de NGC 3275 pourrait être d'environ 64,1 kpc (∼209 000 al) si on utilisait la distance de Hubble pour le calculer.
La classe de luminosité de NGC 3275 est I-II et elle renferme aussi des régions d'hydrogène ionisé.

## Morphologie
NGC 3275 a été utilisée par Gérard de Vaucouleurs comme une galaxie de type morphologique SB(r)ab dans son atlas des galaxies,.
Dans la  bande K infrarouge, NGC 3275 présente une barre centrale de  34 secondes d'arc dont l'ellipticité maximale est de 0,58. L'angle de position de celle-ci est de 124°.
Eskridge, Frogel et Pogge ont publié un article en 2002 décrivant la morphologie de 205 galaxies spirales rapprochées. Les observations ont été réalisées dans la bande H de l'infrarouge et dans la bande B (le bleu). Selon Eskridge et ses collègues, NGC 3275 est une galaxie spirale de type SB(r)ab dans la bande B et dans la bande H. Le noyau de NGC 3275 est très brillant et il est enchâssé dans bulbe elliptique présentant une très courte barre. Le bulbe est intégré dans une lentille qui s'étend jusqu'aux extrémités de la barre. De pâles bras spiraux émergent des extrémités de la barre et ils ne présentent aucune trace de nœuds. À une luminosité de surface élevée le disque majeur de la galaxie est aligné avec la barre à un angle de position d'environ 135 degrés, mais à une luminosité inférieure cet angle est plus près de 0°.

## Groupe de NGC 3281
La galaxie NGC 3275 fait partie du groupe de NGC 3281 qui compte au moins sept galaxies. Les six autres galaxies du groupe sont NGC 3249, NGC 3257, NGC 3281, ESO 375-26, ESO 375-62 et ESO 375-69.